# Black Prince (Schiff, 1862)
Die HMS Black Prince, Stapellauf am 27. Februar 1861, war das dritte Schiff desselben Namens im Dienste der britischen Royal Navy. Sie war das zweite Panzerschiff der Welt mit einem stählernen Rumpf, das in der Lage war, den Ozean zu durchqueren. Zusammen mit ihrem Schwesterschiff HMS Warrior gehörte es zur Warrior-Klasse. Für eine kurze Zeit waren diese beiden Schiffe die stärksten Panzerschiffe der Welt, praktisch unverwundbar durch die Schiffskanonen ihrer Zeit. Schnelle Fortschritte in der Technologie von Kriegsschiffen ließen die Black Prince und ihr Schwesterschiff jedoch rasch veralten. Dennoch wurde sie schließlich länger als Reserve- und Ausbildungsschiff verwendet als im aktiven Dienst.

## Geschichte
Die Black Prince wurde in Glasgow, Schottland, gebaut. Ihre Fertigstellung verzögerte sich bis zum September 1862 durch einen Unfall im Trockendock während der Ausrüstung. Im Dienst wurde die Black Prince bis 1866 der Kanalflotte zugeteilt. Danach war sie ein Jahr lang das Flaggschiff des Kommandos an der irischen Küste. Von 1867 bis 1868 wurde sie überholt und neu bewaffnet, um als Wachschiff in der Mündung des Clyde zu dienen. 1869 zogen die Black Prince und die Warrior ein großes Schwimmdock von den Azoren zu den Bermudas.
Die Black Prince wurde 1874–1875 erneut neu ausgerüstet und der Kanalflotte als Flaggschiff für den stellvertretenden Kommandeur zugeteilt. Am Ende desselben Jahrzehnts überquerte sie den Atlantik für einen Besuch Kanadas. Ab 1878 gehörte sie zur Reserve und wurde nun als Panzerkreuzer klassifiziert. Während dieser Zeit wurde sie regelmäßig reaktiviert, um an jährlichen Flottenmanövern teilzunehmen.
Die Black Prince wurde 1896 zu einem Ausbildungsschiff im Hafen in Queenstown, Irland. Sie wurde 1903 in Emerald (dt.: Smaragd) umbenannt. Im Jahr 1910 wurde sie nach Plymouth überführt, um in der dortigen Ausbildungsstätte unter dem Namen Impregnable III eingesetzt zu werden. Das alte Schiff wurde 1923 zur Verschrottung verkauft.